# 16676 Tinne
16676 Tinne este un asteroid din centura principală de asteroizi.

## Descriere
16676 Tinne este un asteroid din centura principală de asteroizi. A fost descoperit pe 11 februarie 1994 la Kitt Peak National Observatory, în cadrul proiectului Spacewatch. Asteroidul prezintă o orbită caracterizată de o semiaxă mare de 2,60 ua, o excentricitate de 0,21 și o înclinație de 3,9° în raport cu ecliptica.